# Cuckoo (serie televisiva)
Cuckoo è una serie televisiva britannica trasmessa dal 25 settembre 2012.
In Italia è distribuita, in lingua originale e sottotitolata, dalla piattaforma di streaming online Netflix.

## Trama

### Prima stagione
Cuckoo è ambientato a Lichfield, nello Staffordshire, (le scene esterne sono per lo più filmate a Farnham, Surrey, Slough, Berkshire e Amersham, nel Buckinghamshire), sede della famiglia Thompson. Quando Ken (Davies) e Lorna (Baxendale) raccolgono la figlia Rachel (Kari) dall'aeroporto, apprendono che è tornata dal suo anno sabbatico prima che la scuola medica abbia sposato Dale "Cuckoo" Ashbrick (Samberg), un eccentrico hippie americano con un atteggiamento amorevolmente esuberante che non ha un lavoro e ama prendere droghe.

## Episodi
| Stagione         | Episodi | Pubblicazione originale | Pubblicazione in italiano |
| ---------------- | ------- | ----------------------- | ------------------------- |
| Prima stagione   | 6       | 2012                    | inedita                   |
| Seconda stagione | 7       | 2014                    | inedita                   |
| Terza stagione   | 7       | 2016                    | inedita                   |
| Quarta stagione  | 6       | 2018                    | 2020                      |
| Quinta stagione  | 7       | 2019                    | 2020                      |

## Edizioni in DVD
La prima serie di Cuckoo è stata distribuita in DVD il 1 ° settembre 2014.
La seconda serie di Cuckoo è stata pubblicata su DVD il 4 gennaio 2016.